# Sants Màrtirs de Cardeña
Els Sants Màrtirs de Cardeña és el nom rebut pels 200 monjos del monestir benedictí de San Pedro de Cardeña (Burgos) que el 6 d'agost de 953 foren morts durant un atac dels musulmans al monestir. Són venerats com a sants per l'Església catòlica.

## Història
El monestir de San Pedro de Cardeña, proper a Burgos, era un ric monestir benedictí. A mitjan segle x el regia l'abat Esteve. Per la seva riquesa, va esdevenir objectiu militar en una incursió de soldats musulmans, que van atacar-lo el 6 d'agost de 953 i el saquejaren, matant els dos-cents monjos que hi vivien. Comandava l'exèrcit musulmà Gàlib, que va desfilar a Còrdova amb les riqueses, vasos litúrgics i campanes que van endur-se'n. Una làpida del segle xiii al monestir narra el fet, com també la Crónica General d'Alfons el Savi, que diu que les despulles dels monjos se soterraren al claustre, anomenat des de llavors Claustro de los Mártires.

## Veneració
Enterrats al claustre del monestir, van començar aviat a ésser venerats com a màrtirs. El papa Climent VIII va aprovar-ne el culte en un breu de l'11 de gener de 1603. Aquest fet en revifà la veneració, fent que el monestir de Cardeña esdevingués meta de pelegrinatges. Entre els devots pelegrins hi havia hagut abans Enric IV de Castella (1473), Isabel I de Castella (1496), Felip II d'Espanya, Margarida d'Àustria (1592), Felip III d'Espanya (1605) o Carles II d'Espanya (1677).
El cap de l'abat Esteve fou portat al monestir de Celanova (Ourense) i també hi ha relíquies dels màrtirs al monestir de Santa María la Real de Las Huelgas i la Catedral de Burgos.
Es deia que cada 6 d'agost, aniversari del martiri, el terra del claustre on havien estat sebollits prenia un color vermellós similar al de la sant, fenomen que apareix descrit fins al final del segle xiv. L'any 1674 es va reconstruir el claustre i llavors va tornar a passar: el bisbe Enrique de Peralta va fer estudiar el fet a metges i teòlegs, que van recollir el líquid que traspuava el terra i van bollir-lo, veient que coagulava.